# متال گیر سالید ۳: اسنیک ایتر
متال گیر سالید ۳: اسنیک ایتر (به ژاپنی: メタルギアソリッド3 スネーク・イーター Metaru Gia Soriddo 3 Sunēku Ītā) (که با عنوان مختصر MGS3 شناخته می‌شود)، یک بازی ویدئویی در سبک مخفی‌کاری و اکشن ماجراجویی به نویسندگی، تهیه‌کنندگی و کارگردانی هیدئو کوجیما است. اسنیک ایتر توسط بخش سرگرمی کونامی در ژاپن تولید و توسط کونامی برای کنسول پلی‌استیشن ۲ منتشر شده است. این بازی در ۱۷ نوامبر ۲۰۰۴ در آمریکای شمالی، ۱۶ دسامبر ۲۰۰۴ در ژاپن، ۴ مارس ۲۰۰۵ در اروپا و ۱۷ مارس ۲۰۰۵ در استرالیا منتشر شده است. بازی قبل از تمام نسخه‌های سری بازی‌های متال گیر رخ می‌دهد و مستقیماً پیش‌درآمدی بر نسخه‌های متال گیر سالید: پرتابل آپس و متال گیر سالید: پیس والکر است. کونامی نسخه متال گیر سالید ۳: سابسیستنس را در اواخر سال ۲۰۱۱ برای کنسول پلی‌استیشن ۳ و ایکس‌باکس ۳۶۰ به عنوان یکی از قسمت‌های اچ‌دی کالکشن در کنار متال گیر سالید ۲: سابستنس و متال گیر سالید: رهرو صلح منتشر کرد.همچنین این بازی در نسخهٔ مخصوص پلی‌استیشن ۳ حضور داشت، که دارای تمام نسخه‌های متال گیر بود.
متال گیر سالید ۳: اسنیک ایتر به عنوان یکی از برترین بازی‌های تمام زمان مورده استقبال همگان و منتقدین قرار گرفت و توانست ۳٫۶ میلیون نسخه در سرتاسر جهان به فروش رساند، و با میانگین امتیازه۹۱٫۷۷ و ۹۱ به ترتیب در وبگاه‌های گیم رنکینگز و متاکریتیک قرار دارد.
در می ۲۰۲۳، کونامی نسخه بازخلق‌شده این اثر را با عنوان متال گیر سالید دلتا: اسنیک ایتر برای پلی‌استیشن ۵، مایکروسافت ویندوز و ایکس‌باکس سری اکس معرفی کرد.

## روند بازی
روند بازی اسنیک ایتر به مانند نسخه‌های پیشین این سری است. بازیباز کنترل شخصیت اسنیک را به دست گرفته و باید بدون شناسایی شدن از خطوط دشمن عبور کند. اگرچه اسنیک دارای سلاح‌های گوناگونی است (از سلاح کمری گرفته تا آرپی‌جی) و می‌توان دشمنان را با این سلاح‌ها نیز از پای درآورد، اما تأکید بازی در استفاده از مخفی‌کاری و اجتناب از مبارزه با این سلاح‌ها است. در طول بازی ابزارهایی برای کمک به این کار در اختیار شما قرار می‌گیرد، مانند آشکارساز حرکتی که نمایانگر سرباز دشمن است و جعبه‌های تجاری سری متال گیر که اسنیک می‌تواند در زیر آن‌ها قرار بگیرد و از دید دشمن پنهان بماند.
با وجود تمام این قابلیت‌ها، اسنیک ایتر جزئیات جدیدی نیز به بازی اضافه کرده بود که در نسخه‌های پیشین وجود نداشت که شامل استتار، یک ویژگی جدید برای مبارزه تن به تن به نام CQC، درجه اندازه‌گیری استقامت، شکار حیوانات، خوردن غذا و سیستم آسیب و درمان است.
تقریباً دو سوم بازی در فضای بیرونی و جنگل‌های گرمسیری اتحاد جماهیر شوروی در جریان است و بدین سبب استفاده پتانسیل کامل از تنوع محیط زیست، کلید موفقیت در پیشروی روند بازی است. ویژگی‌های جدید در بازی تأکید به سزایی بر قابلیت استتار و استفاده از محیط زیست و جنگل (به‌طور مثال بالا رفتن از درختان و پنهان شدن در علف‌زارهای بلند) به منظور اجتناب از دید دشمنان دارد. رادار پیشرفته موجود در نسخه‌های پیشین حذف شده است و در ازای آن یک آشکارساز حرکت ساده و سیستم سونار برای سازگاری بیشتر با دوره زمانی بازی جایگزین شده است.
شیوه پایه مبارزه تن‌به‌تن از نسخه‌های پیشین در این قسمت به شدت دستخوش تغییر قرار گرفته و به سیستم مبارزه سی‌کیوسی گسترش پیدا کرد. زمانی که اسنیک غیر مسلح است یا تنها از یک سلاح استفاده می‌کند قادر به گرفتن دشمنان و خفه کردن آن‌ها می‌باشد، و در این حالت اقدامات مختلفی قابل انجام است که از آن‌ها می‌توان به خفه کردن و بیهوش نمودن دشمنان، بریدن گلو دشمنان، یا با استفاده از چاقو به بازجویی از آن‌ها برای کسب اطلاعات اشاره کرد. متن‌های نوشته شده، و فشار وارد شده به دکمه، و حرکت دسته آنالوگ اعمال انجام شده را تعیین خواهد کرد.
در حالی که بازی‌های قبلی تنها از یک نوار جان ساده استفاده می‌کردند، اسنیک ایتر همچنین از روش پیگردی جراحات در سرتاسر بدن بهره می‌برد. به‌طور مثال سقوط از ارتفاع سبب شکستن پای اسنیک و کند شدن حرکت او خواهد شد، تا زمانی که این آسیب‌دیدگی به‌طور صحیح توسط روش آتل‌بندی و بانداژ درمان شود. تا وقتی که این تروماها درمان نشوند، اسنیک قادر نخواهد بود برای مدت زمانی سلامت خود را به‌طور کامل به دست آورد.

## خلاصه
بعد از عواقب ناشی از جنگ جهانی دوم، جهان بین شرق و غرب به دو قسمت تقسیم شد. این آغازه عصری جدید به نام جنگ سرد بود. ۱۶ اکتبر ۱۹۶۲، رئیس‌جمهور آمریکا خبری مبنی بر ساخت سلاح هسته‌ای در کوبا توسط اتحادیه شوروی دریافت کرد. جهان از ترس نزدیک شدن جنگ هسته‌ای به خود لرزید. بعد از روزهای سخت مذاکره، شوروی بالاخره در بیست‌وهشتم قبول کرد که موشک‌های خود را از خاک کوبا بازگرداند. با تجزیه این واقعه که بعدها به نام بحران موشکی کوبا مشهور شد، به نظر می‌رسید که بشر هنوز به بقای خود بعد از یک تهدید برای هستیش ادامه می‌دهد.
اگرچه، یک شرط سری در این معامله وجود داشت که می‌توانست به این بحران پایان دهد. نیکلای استفانوویچ سوکولاو، یک دانشمند شوروی که به غرب برده شده بود باید به اتحادیه شوروی بازگردد. دولت ایالات متحده آمریکا با این شرایط موافقت کرد و سوکولاو را به سرزمین مادری خود بازگرداند. آن‌ها می‌دانستند که سوکولاو طراح یک سلاح ترسناک بوده است و حالا که سوکولاو به دست آن‌ها بازگشته، شوروی آماده است تا به پیشرفت خود را ادامه دهد. اگر این سلاح کامل گردد، نقطه‌ای برای شروع عصر جدیدی از ترس است.
در اوت ۱۹۶۴، بالاخره اهمیت این موقعیت احساس شد و سی‌آی‌اِی نقشه‌ای برای گرفتن سوکولاو تدارک دید. آن‌ها واحد سری فاکس را به محل پژوهش سوکولاو، واقع در دژ عظیمی در جنوب شوروی در Groznyj Grad اعزام کردند. به رهبری یکی از اعضای سرویس ویژهٔ هوایی سرگرد زیرو، فاکس یک نیروی ویژه نسل جدید بود که دو گروه متخصص در جنگ‌های تن به تن و در جاسوسی و خفا را اداره می‌کردند. طرز کار واحد فاکس بدین صورت بود؛ فرستادن یک مأمور تنها به خاک دشمن که به وسیله رادیو از راه دور پشتیبانی می‌شد تا مأموریت‌های پنهانی را انجام دهد.
۲۴ اوت، یک سرباز تنها از آسمان به سمت پایین فرود می‌آید، اسم رمز این مرد «اسنیک عریان» است.
مأموریت او آزاد کردن دانشمند شوروی، سوکولاو که به‌طور سری در حال ساخت و پیشروی یک تانک مجهز به سلاح هسته‌ای به نام «شگوهاد» بود. مأموریت بدون مشکل ادامه داشت تا اینکه باس به همراه سرهنگ ولگین و دو دیوی کراکت از راه رسیدند. سوکولاو توسط یگان کبرا دستگیرشده، و اسنیک به طرز فجیع در نبرد با باس زخمی شده بود، و اجازه داد ولگین و گروه او با سوکولاو بگریزند. ولگین یکی از کلاهک‌های هسته‌ای را منفجر کرد تا دزدی خود را با این کار پوشش دهد، که متعاقباً باس مقصر دانسته شد. بر این مبنا روسیه به آمریکا اخطار می‌دهد که ظرف یک هفته اعلام جنگ علیه آمریکا خواهد کرد. اسنیک پس از گذشت یک هفته از اولین مأموریتش که با شکست مواجه شد، اینبار با اسم رمز اسنیک ایتر به همان منطقه در شوروی بازمی‌گردد. مأموریت جدید او نابود کردن شگوهاد دزدیده شده و از بین بردن سرهنگ ولگین و باس با هدف اثبات بی‌گناهی ایالات متحده آمریکا بود. در حین مأموریت یکی دیگر از پناهندگان آمریکایی و مأمور سابق سازمان اِن‌اس‌اِی، با نام ایوا به کمک اسنیک می‌آید. ایوا خود را به عنوان یکی از مأمورین فاکس جا می‌زند و همچنین ادعا می‌کند جاسوس کاگ‌ب نیز است.

## داستان
در سال ۱۹۶۴، مأمور سیا به نام نیکد اسنیک به شهر تسلینویارسک در اتحاد جماهیر شوروی اعزام می‌شود. مأموریت او نجات دانشمند شوروی، سوکولوف است که دو سال پیش به آمریکا گریخته بود اما با فشار روس‌ها به وطن بازگردانده شد. همراه با تیم خود شامل میجر زیرو، پزشک پارا-مدیک و مربی سابقش که به نام استاد شناخته می‌شود، اسنیک وارد منطقه می‌شود. هدف آن‌ها جلوگیری از توسعه تانک هسته‌ای مخفی به نام شگوهد است که می‌تواند تعادل جنگ سرد را تغییر دهد.
اما وضعیت پیچیده‌تر از آن چیزی است که به نظر می‌رسد. استاد ناگهان اعلام می‌کند که قصد دارد به شوروی بپیوندد و این باعث می‌شود که گروهش، تحت فرماندهی سرهنگ ولگین، سوکولوف را دوباره به دست آورند. در نبرد تن به تن، استاد اسنیک را زخمی می‌کند و او را رها می‌کند تا بمیرد. ولگین با استفاده از تسلیحات هسته‌ای، مرکز تحقیقات تانک شگوهد را نابود می‌کند و اسنیک به سختی نجات می‌یابد.
پس از این حادثه، شوروی ایالات متحده را متهم به حمله هسته‌ای می‌کند، اما نخست‌وزیر خروشچف که به ولگین شک دارد، به رئیس‌جمهور جانسون فرصت می‌دهد بی‌گناهی آمریکا را اثبات کند. در این شرایط، اسنیک مأمور می‌شود تا ولگین را متوقف، تانک شگوهد را نابود و استاد را از پای درآورد.
اسنیک به همراه ایوا، مأمور نفوذی که به ظاهر طرف ولگین است، به دل ماجرا می‌زند. او با دشمنانش، اعضای واحد کبرا، مقابله می‌کند و در نهایت به گروزنی گِراد، پایگاه ولگین می‌رسد. در آنجا، سوکولوف را می‌یابد اما گرفتار می‌شود و مورد شکنجه قرار می‌گیرد. در جریان این درگیری، چشمش را از دست می‌دهد اما موفق به فرار می‌شود.
اسنیک پس از بازگشت، تانک شگوهد را نابود می‌کند و در مواجهه‌ای نهایی با ولگین، استاد و اوسلوت، اسرار گروهی مخفی به نام «فیلسوفان» برایش فاش می‌شود؛ سازمانی که در جنگ جهانی دوم با هم متحد شده بودند و ثروتی کلان به نام «میراث فیلسوفان» جمع‌آوری کرده‌اند. ولگین این پول را به‌طور غیرقانونی در اختیار دارد و آمریکا نیز در تلاش است آن را پس بگیرد.
در نبرد پایانی، اسنیک استاد را شکست می‌دهد و او را می‌کشد. اما پس از آن ایوا که جاسوس چینی بوده است، ناپدید می‌شود و پرده از حقیقتی بزرگ برمی‌دارد: استاد در واقع خیانت نکرده بود و مأمور نفوذی آمریکا بود تا میراث را بازیابی کند، اما مجبور شد به ظاهر خائن باشد تا جلوی جنگ هسته‌ای را بگیرد.
در پایان، اسنیک با عنوان «بیگ باس» و مدال شجاعت مورد تقدیر قرار می‌گیرد. او سنگ قبر بی‌نام استاد را در آرامگاه ملی آرلینگتون مزین می‌کند و با احترامی عمیق به یاد او می‌ایستد.
در ادامه، اوسلوت با دو طرف اصلی یعنی کی‌جی‌بی و سیا تماس می‌گیرد و نشان می‌دهد که بازی بزرگ‌تر از آن چیزی است که به نظر می‌رسد، و خودش هویت مخفی‌اش را فاش می‌کند.

## شخصیت‌ها
- اسنیک عریان یا بیگ باس[ث] به گویندگی دیوید هیتر شخصیت اصلی داستان و یکی از اعضای نیروهای ویژه واحد فاکس با نام کوچک «جک»، آخرین شاگرد باس. او توسط باس نبرد، ویرانی، جاسوسی، توانایی‌های ذهنی و غیره را تعلیم دیده بود؛ و با او سی‌کیوسی[ج] را خلق کردند.
- سرهنگ ولگین[چ] با نام کامل Yevgeny Borisovitch Volgin سرهنگ «جی‌آریو». در هنگام حمله از تیرهای الکتریکی استفاده می‌کند. در غرب او با نام آذرخش شناخته می‌شود.
- آسلات هفت تیرکش[ح] یک سرگرد که برای سرهنگ ولگین کار می‌کند. او متخصص در شکنجه‌گری و هفت‌تیر کشی ماهر بود.
- ایوا یا تاتیانا[خ] با صداپیشگی میسا واتانابه نسخهٔ ژاپنی و سوزتا مینیِت نسخهٔ انگلیسی، یک زن جاسوس کاگ‌ب و همچنین مأمور مخفی یک گروه چینی به نام «فیلاسوفرز» است که از اسنیک پشتیبانی می‌کند. او به وسیله ظاهر زیبا و دلربای خود سعی داشت اعتماد اسنیک و دشمنان خود را به دست آورد. بعد از اتمام مأموریت، ایوا که واقعاً عاشق اسنیک شده بود نتوانست خود را متقاعد کند که اسنیک را به قتل برساند. در عوض او با آنچه گمان می‌کرد میراث فیلسوفان[د] (که بعداً معلوم شد جعلی بوده) است، پا به فرار گذاشت. صبح روز بعد وقتی اسنیک بیدار شد، یک نوار ضبط شده پیدا کرد که ایوا در آن تمام رازهای خود را افشا کرده بود.[۱۲]

### یگان کبرا
- باس[ذ] که با نام جوی نیز شناخته می‌شود. یک شیرزن افسانه‌ای که با رهبری یگان کبرا (تیمی که از بهترین سربازها در دنیا تشکیل شده بود) در جنگ جهانی دوم توانست پیروزی را برای نیروهای محور به ارمغان بیاورد. او در آن زمان حامله، و پدر آن بچه سارو بود. باس فرزندش را در وسط زمین جنگ از طریق یک سزارین ناپاک به دنیا آورد که سبب به وجود آمدن یک جوشگاه بر روی شکم او شد. بچه توسط فیلسوفان برده شد و بعدها پس از بزرگ شدن او تبدیل به آسلات هفت تیرکش شد. باس همکار سرگرد زیرو در سرویس ویژهٔ هوایی بود و همچنین به همراه اسنیک روش مبارزه CQC را خلق کرد.
- سارو[ر] با کمبود استعداد در جنگیدن، او توانایی ارتباط با ارواح داشت. او می‌توانست با مرده‌ها صحبت کند و از آن‌ها اطلاعاتی در مورده جنگ بدست بیاورد.
- فیئر[ز] آرنج‌های او دارای دو مفصل بودند و دارای زبان دراز به مانند مارمولک بود. او می‌توانست از درختان بالا و بر روی آن‌ها بپرد. او یک کمان زنبورکی به نام «ویلیام تل» و تیرهایی به نام «جو کوچولو» با خود حمل می‌کرد.
- فیوری[ژ] لباس فضانوردی شوروی بتن داشت و از آتش زا به عنوان سلاح استفاده می‌کرد. بعد از جنگ، برای انجام مأموریتی غیررسمی به فضا رفت. وقتی به اتمسفر بازگشت، به‌طور تصادفی از سوزش شدیدی در تمام بدن خود رنج می‌برد.
- پِین[س] یک مرد بزرگ با قدی بیش از ۲ متر که می‌توانست زنبورهای سرخ را کنترل کند. او یک کیسه زنبور به نام تیرهای زنبوری با خود حمل می‌کرد و آن‌ها را از دهان خود رها می‌کرد.
- دی اِند[ش] یک تک‌تیرانداز مسن (با بیش از ۱۰۰ سال سن) که در اوایل سال ۱۸۶۰ متولد شده و پدر تمام تکنیک‌های تک‌تیراندازی است. در داخل و خارج بدن او خزه رشد می‌کند. او می‌تواند بدون تکان خوردن، غذا خوردن یا آشامیدن تا چندین روز زنده بماند و این را باید متشکر از مواد آلی موجود در خزه‌ها باشد.

## موسیقی
موسیقی اسنیک ایتر توسط نوریهیکو هیبینو و هری گرگسون-ویلیامز سروده شده است، که تمام شرایط را برای میان‌پرده‌ها و خود بازی فراهم کرده بودند. هیبینو آهنگ آغازین بازی «اسنیک ایتر» را نوشته است. ریکا موراناکا آهنگساز و غزل سرا، ترتیب دهندهٔ ترانه‌ای به نام «نترس» است، که در پایان بازی نواخته می‌شود. این آهنگ توسط الیسا فیئوریلو خوانده شده است.
با یک سنت شکنی، یکی از آهنگ‌های پایانی بازی تولید محصول خانگی نبود، آهنگی به نام "Way To Fall" از گروه استارسیلور. بعدها هیدئو کوجیما در بلاگ خود آشکار ساخت که در اصل تمایل داشت از ترانه «فضای عجیب» و «خاکستر بر خاکستر» (توسط دیوید بویی) برای آخر بازی استفاده کند.
| موسیقی متن متال گیر سالید ۳: اسنیک ایتر | موسیقی متن متال گیر سالید ۳: اسنیک ایتر                                           | موسیقی متن متال گیر سالید ۳: اسنیک ایتر |
| شماره                                   | نام                                                                               | مدت                                     |
| --------------------------------------- | --------------------------------------------------------------------------------- | --------------------------------------- |
| ۱.                                      | «Snake Eater» (اسنیک ایتر)                                                        | ۲:۵۸                                    |
| ۲.                                      | «METAL GEAR SOLID Main Theme» (زمینه اصلی متال گیر سالید)                         | ۶:۳۲                                    |
| ۳.                                      | «CQC» (سی‌کیوسی)                                                                   | ۲:۲۸                                    |
| ۴.                                      | «Virtuous Mission» (مأموریت بافضیلت)                                              | ۶:۰۸                                    |
| ۵.                                      | «On The Ground ~ Battle In The Jungle» (روی زمین، نبرد جنگل)                      | ۳:۵۴                                    |
| ۶.                                      | «KGBVSGRU» (کاگ‌ب وی‌اس‌جی‌آریو)                                                      | ۳:۴۸                                    |
| ۷.                                      | «Shagohod» (شگوهاد)                                                               | ۳:۴۷                                    |
| ۸.                                      | «Operation Snake Eater» (مأموریت اسنیک ایتر)                                      | ۱:۱۴                                    |
| ۹.                                      | «Mission Briefing» (مأموریت مختصر)                                                | ۳:۱۰                                    |
| ۱۰.                                     | «Across The Border ~ Snake Meets The Boss» (آن‌سوی مرز، اسنیک باس را ملاقات می‌کند) | ۳:۱۱                                    |
| ۱۱.                                     | «Eva's Unveiling» (آشکارسازی ایوا)                                                | ۱:۵۰                                    |
| ۱۲.                                     | «Ocelot Youth ~ Confrontation» (جوانی آسلات، مواجهه)                              | ۳:۱۲                                    |
| ۱۳.                                     | «The Cobras In The Jungle» (کبراها در جنگل)                                       | ۳:۲۶                                    |
| ۱۴.                                     | «The Pain» (پین)                                                                  | ۱:۵۰                                    |
| ۱۵.                                     | «The Fear» (فیئر)                                                                 | ۲:۱۱                                    |
| ۱۶.                                     | «Fortress Sneaking» (حرکت پنهانی به قلعه)                                         | ۲:۱۳                                    |
| ۱۷.                                     | «Underground Tunnel» (تونل زیرزمین)                                               | ۲:۵۳                                    |
| ۱۸.                                     | «The Fury» (فیوری)                                                                | ۲:۲۵                                    |
| مجموع مدت:                              | مجموع مدت:                                                                        | ۷۱:۴۵                                   |

## بازخلق
نسخهٔ بازخلق شده متال گیر سالید ۳ تحت عنوان متال گیر سالید دلتا: اسنیک ایتر (メタルギアソリッドΔ スネークイーター Metaru Gia Soriddo Deruta Sunēku Ītā) توسط کونامی در حال توسعه است. دلتا رسماً در تاریخ ۲۴ مه ۲۰۲۳ طی مراسم پلی‌استیشن شوکیس رونمایی شد و قرار است برای پلتفرم‌های پلی‌استیشن ۵، ایکس‌باکس سری اکس/اس، و مایکروسافت ویندوز در دسترس قرار گیرد.

## بازتاب‌ها
| گردآورنده  | امتیاز |
| ---------- | ------ |
| گیم‌رنکینگز | ۹۱٫۷۷٪ |
| متاکریتیک  | ۹۱/۱۰۰ |

| ناشر         | امتیاز |
| ------------ | ------ |
| وان‌آپ.کام    | ۹٫۵/۱۰ |
| یوروگیمر     | ۸/۱۰   |
| گیم اینفورمر | ۹٫۵/۱۰ |
| گیم‌پرو       | ۵/۵    |
| گیم رولیشن   | -A     |
| گیم‌اسپات     | ۸٫۷/۱۰ |
| گیم‌اسپای     | ۴٫۵/۵  |
| گیم‌تریلرز    | ۹/۱۰   |
| آی‌جی‌ان       | ۹٫۶/۱۰ |

متال گیر سالید ۳: اسنیک ایتر یک موفقیت تجاری بود و ۳٫۹۶ میلیون نسخه در سرتاسر جهان به فروش رساند، اگرچه این تعداد در مقایسه با نسخه متال گیر سالید ۲: پسران آزادی که هفت میلیون نسخه به فروش رسانده کمتر است اما منتقدین شخصیت جدید بازی (اسنیک عریان) را مورد تقدیر قرار دادند که بسیار به سالید اسنیک شخصیت این سری شباهت داشت بعد از اینکه طرفداران از رایدن در متال گیر سالید ۲ ناامید شده بودند.
متال گیر سالید ۳: اسنیک ایتر نقدهای مثبتی از طرف رسانه‌ها دریافت کرد و امتیازهای بالایی توسط منتقدین سایت‌های برجسته بازی گرفت. در وبگاه گیم رنکینگز، این بازی میانگین امتیازه ۹۱٫۷۷ از ۱۰۳ نقد و در متاکریتیک میانگین امتیازه ۹۱ از ۶۸ نقد را دریافت کرد. وبگاه آی‌جی‌ان به آن امتیازه ۹٫۶/۱۰ و مجله انگلیسی اج به آن ۸/۱۰ را داد. گیم‌اسپات که امتیازه ۸٫۷/۱۰ را به آن اهداء کرد و اشاره داشت که بازی «بسیار سینماتیک»، شخصیت‌هایی به‌یادماندنی دارد و یک «موفقیت بزرگ» است.